# 六街街道
六街街道，是中华人民共和国云南省玉溪市易门县下辖的一个乡镇级行政单位。

## 行政区划
六街街道下辖以下地区：
六街社区、柏树社区、二街社区、茶树社区、旧县社区、铁厂村和白邑村。